# Knackarna
Knackarna, originaltitel The Tommyknockers, är en skräckroman från 1987 av Stephen King. Den gavs ut i svensk översättning 1989. Romanen har filmatiserats.

## Handling
När författaren Roberta "Bobbi" Anderson går ut i skogen vid sin hemstad Haven, Maine, upptäcker hon ett metalliskt föremål som visar sig förändra folk. Det är ett rymdskepp som gör att folk "blir" (eng. "become"), det vill säga de förvandlas och förbättras. Hennes vän, alkoholisten och poeten James Eric Gardner, eller Gard, kommer och hälsar på och blir indragen, men verkar immun mot de effekter som övertar staden.